# Пиридостигмина бромид
Пиридостигмина бромид (Pyridostigmini bromidum) 3-(Диметилкарбамоилокси)-1-метил-пиридиний бромид.
Синонимы: Калимин, Местинон, Kalymin, Mestinon.
Пиридостигмина бромид входит в перечень жизненно необходимых и важнейших лекарственных препаратов.

## Общая информация
Антихолинэстеразное средство (обратимого действия). По химическому строению и действию близок к прозерину. Также является четвертичным аммониевым основанием и содержит N-диметилкарбамоильную группу, соединённую эфирной связью с ядром.
По сравнению с прозерином несколько менее активен и применяется в более высоких дозах, но действует более продолжительно.
Применяют при миастении, двигательных нарушениях после травм, параличей, в восстановительном периоде после перенесённого полиомиелита, энцефалита и т. п.
Назначают внутрь взрослым по 0,06 г (1 драже) 1—3 раза в день, детям дозу уменьшают в соответствии с возрастом.
Под кожу или внутримышечно вводят взрослым по 0,4—1 мл 0,5 % раствора (2—5 мг). Дозу подбирают индивидуально в зависимости от тяжести заболевания и переносимости.

## Противопоказания
- повышенная чувствительность к компонентам препарата;
- обтурационная кишечная непроходимость;
- спазм желчных и мочевыводящих путей;
- спастические состояния органов ЖКТ;
- миотония;
- шок в послеоперационном периоде;
- тиреотоксикоз;
- паркинсонизм;
- бронхиальная астма;
- хронический обструктивный бронхит;
- одновременное применение деполяризующих миорелаксантов (суксаметоний, декаметоний);
- ирит;
- лактация (грудное вскармливание).

## Побочные действия
Со стороны пищеварительной системы: тошнота, рвота, диарея, абдоминальные боли, усиление перистальтики.
Со стороны сердечно-сосудистой системы: снижение АД, брадикардия.
Дерматологические реакции: кожная сыпь (обусловлена содержанием в препарате брома).
Прочие: гиперсекреция бронхиальных желез, слюнотечение, слезотечение, потливость, частое мочеиспускание, миоз, судороги, фасцикуляции мышц, мышечная слабость.

## Хранение
Хранение: список А.